# Yasuo Kawamura
Yasuo Kawamura (河村 泰男), född 7 maj 1908, död 13 oktober 1997, var en japansk hastighetsåkare på skridskor. Han deltog i två olympiska spel. I Lake Placid 1932 deltog han på alla fyra distanser, men kvalificerade sig inte till final. I Garmisch-Partenkirchen 1936 deltog han på 1 500 meter där han kom på 28:e plats.